# Eriogonum howellianum
Eriogonum howellianum är en slideväxtart som beskrevs av James Lauritz Reveal. Eriogonum howellianum ingår i släktet Eriogonum och familjen slideväxter. Inga underarter finns listade i Catalogue of Life.